# ميتال غير أركيد
ميتال غير أركيد (بالإنجليزية: Metal Gear Arcade)‏ هي لعبة فيديو من نوع تصويب منظور الشخص الثالث، تاريخ صدورها هو 20 ديسمبر 2010 . اللعبة من تطوير كوجيما برودكشنز وهي من نشر كونامي .